# Шой-Шудумар
Шой-Шудума́р (рос. Шой-Шудумарь, марій. Шӱдымарий) — присілок у складі Куженерського району Марій Ел, Росія. Адміністративний центр Шудумарського сільського поселення.

## Населення
Населення — 499 осіб (2010; 475 у 2002).
Національний склад (станом на 2002 рік):
- марі — 96 %